# Marco Richterich
Marco Richterich (bürgerlich Marc-André Richterich; * 19. April 1929 in Saint-Imier; † 11. Mai 1997 in Basel) war ein Schweizer Maler, Lithograf und Zeichner.
Richterich verbrachte seine Kindheit in Saint-Imier und studierte danach angewandte Kunst am Kantonalen Technikum in Biel (heute: Berner Fachhochschule Technik und Informatik) und absolvierte eine Lehre als Zeichner-Lithograf. 1952 liess er sich im französischen Saint-Rémy-de-Provence nieder und realisierte ab dann zahlreiche Einzel- und Gruppenausstellungen im In- und Ausland. 1954 und 1955 erhielt er jeweils ein Stipendium der Eidgenössischen Kunstkommission. Ab 1958 wirkte und lebte er auch in Basel, wo er 1997 verstarb. Seine Bilder sind heute in öffentlichen Kunstsammlungen in Basel, Biel und Lausanne sowie in verschiedenen Privatsammlungen verteilt.
Richterichs Werk umfassen häufig Aktporträts sowie Städtebilder, die von seinen vielen Reisen durch Mitteleuropa zeugen. Charakteristisches Wiedererkennungsmerkmal seiner Bilder ist eine rau gezeichnete Sonne resp. Mond. Weitere Werke sind u. a. ein Mosaik für die Schule Gwatt (Thun) sowie sechs glasgemalte Kirchenfenster für die christkatholische Kirche in Biel.